# اراسموس الوی داروین

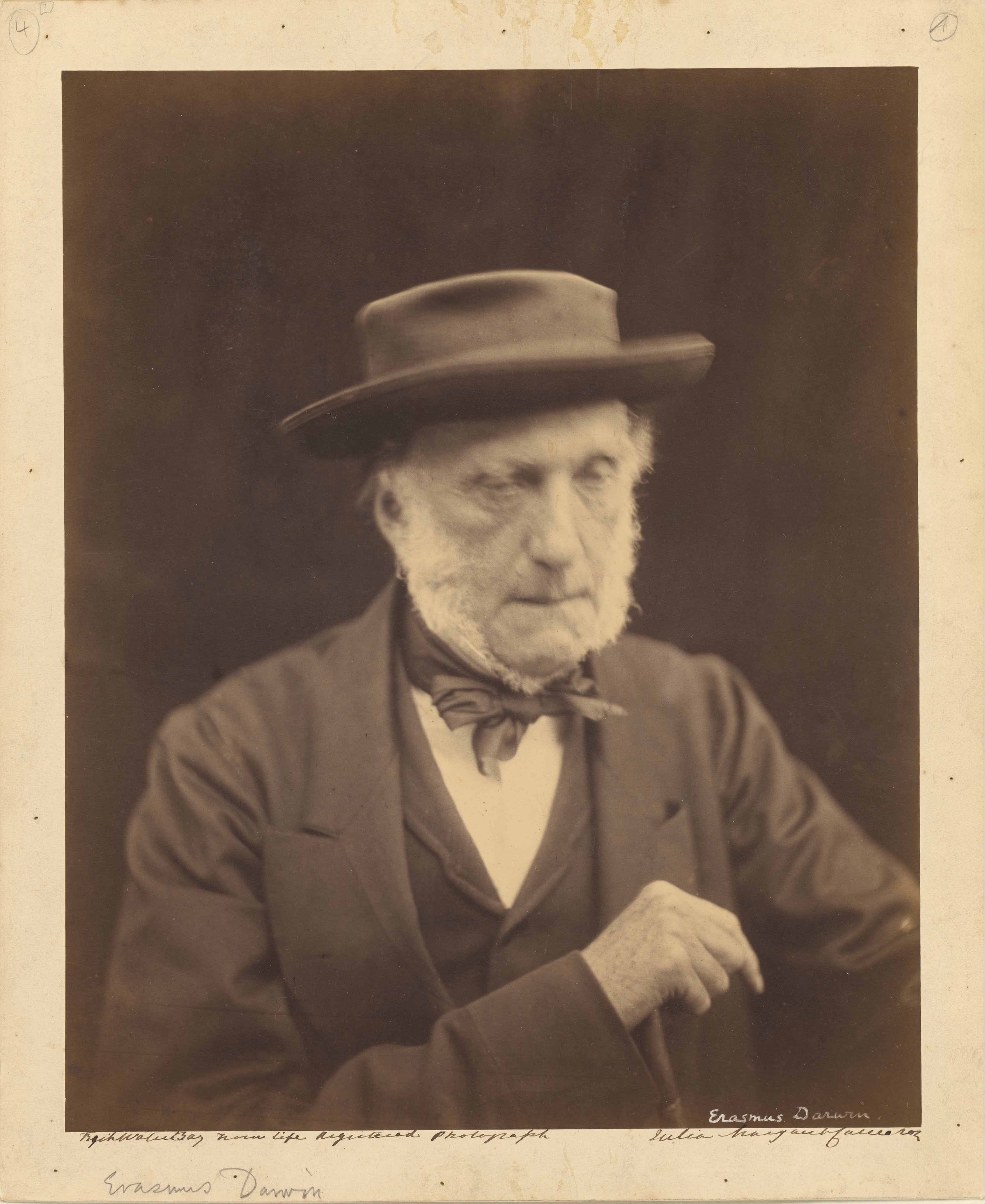
چهره اراسموس داروین در سال ۱۸۶۸عکاس: جولیا مارگارت کامرون

اراسموس الوی داروین (به انگلیسی: Erasmus Alvey Darwin)،(زاده ۲۹ دسامبر ۱۸۰۴ –درگذشته ۲۶ اوت ۱۸۸۱)، با نام خودمانی اراس یا راس بزرگترین برادر چارلز داروین بود که پنج سال زودتر از او به دنیا آمده بود. آن‌ها در منزل خانوادگی‌شان مانت هاوس ،شروزبری انگلستان بزرگ شدند. او و چارلز تنها پسران خانواده بودند و اراسموس چهارمین فرزند از بین شش فرزند سوزانا (نام دختری وجوود) و رابرت داروین، نوهٔ اراسموس داروین و جوزایا وج‌وود، خانواده‌ای از اعضای کلیسای یونیتارین بود. او عضوی از انجمن نیمه-مخفی حواریون کمبریج بود، انجمن بحث و گفتگویی که بیشتر پذیرای درخشان‌ترین دانش آموزان بود..